# Даринполье
Даринполье (бел. Дарынполле) — деревня в Великонемковском сельсовете Ветковского района Гомельской области Белоруссии.

## География

### Расположение
В 43 км на северо-восток от Ветки, 65 км от Гомеля.

### Гидрография
На севере и юге мелиоративные каналы.

## Транспортная сеть
Транспортные связи по просёлочной, затем автомобильной дороге Казацкие Болсуны — Светиловичи. Планировка состоит из короткой прямолинейной улицы, ориентированной с юго-востока на северо-запад и застроенной редко, деревянными домами усадебного типа.

## История
Согласно письменным источникам известна с XIX века как селение в Покоцкой волости Гомельского уезда Могилёвской губернии. В 1880 году работал хлебозапасный магазин. Согласно переписи 1897 года в деревне работала ветряная мельница, рядом находился фольварк. В 1909 году в Даринполье (она же Антоновка) 320 десятин земли, мельница; в фольварке 1300 десятин земли.
В 1926 году в Великонемковском сельсовете Светиловичского района Гомельского округа. Рядом был одноименный посёлок. В 1929 году организован колхоз. В 1959 году в составе совхоза «Немки» (центр — деревня Великие Немки).

## Население

### Численность
- 2004 год — 9 хозяйств, 17 жителей.

### Динамика
- 1880 год — 23 двора.
- 1897 год — 36 дворов, 256 жителей; фольварк — 1 двор, 5 жителей (согласно переписи).
- 1909 год — 281 житель.
- 1926 год — 47 дворов, в одноимённом посёлке — 16 дворов, 75 жителей.
- 1959 год — 95 жителей (согласно переписи).
- 2004 год — 9 хозяйств, 17 жителей.

## Известные уроженцы
- Я. И. Новиков — кавалер 4-х Георгиевских крестов.